# Michel Sabbah
Michel Sabbah (Arabisch: ميشيل صباح) (Nazareth, 19 maart 1933) is een emeritus-aartsbisschop van de Katholieke Kerk en een voormalig Latijns patriarch van Jeruzalem.

## Opleiding
Sabbah begon zijn priesterstudie aan het Latijnse patriarchale seminarie van Beit Jala in oktober 1949 en werd priester gewijd voor het Latijnse Patriarchaat van Jeruzalem in juni 1955. Hij was enkele jaren parochiegeestelijke, voordat hij aan de universiteit van St. Joseph in Beiroet Arabische taal en literatuur ging studeren. Kort daarna kreeg hij de leiding over het katholieke onderwijs binnen het Latijnse patriarchaat. Hij hield die positie tot aan de Zesdaagse Oorlog in 1967. Sabbah verhuisde toen naar Djibouti om Arabische en islamitische studies te onderwijzen. In 1973 begon hij zijn doctorale studies in de Arabische filologie aan de Sorbonne in Parijs. In 1980 werd hij benoemd tot President van de Bethlehem University. In 1987 benoemde Paus Johannes Paulus II hem tot Latijns patriarch van Jeruzalem, waarmee voor het eerst sinds het herstel van het patriarchaat in 1847 een autochtoon deze bisschopsstoel weer bezette. Daarvoor waren het steeds Italianen.

## Society of St. Yves
De patriarch stond ook aan de wieg van de "Society of St. Yves", een katholieke organisatie die langs juridische weg probeert mensenrechtenschendingen, waar Palestijnen het slachtoffer van zijn, op te heffen. De eerste zaak betrof het feit dat de Israëlische regering, toen Saddam Hussein in 1991 Israel bedreigde met Scud-raketten met een chemische lading, wel aan Israëliërs 'gasmaskers uitdeelde, maar niet aan Palestijnen. De Society wist daar toen verandering in te krijgen, zij het dat er voor hen toch te weinig gasmaskers waren.
Andere zaken betreffen bijvoorbeeld: gedwongen relocatie (b.v. van Jahaleen-Bedouinen voor de bouw van de settlement Ma'ale Adumim, residentie Jeruzalem, kindregistratie, ziektekostenverzekering, vrijheid van beweging en het slopen van huizen.
Ook n.a.v. de aanleg van het veiligheidshek/apartheidsmuur ter hoogte van de Cremisan-vallei maakten slachtoffers daarvan gebruik van de diensten van de Society.

## President van Pax Christi International
In 1999 aanvaardde Michel Sabbah het internationaal voorzitterschap van de katholieke vredesbeweging Pax Christi. Sabbah heeft zich als patriarch en als Internationaal President van deze organisatie meermalen uitgesproken voor de rechten van de Palestijnen, voor de zogenaamde tweestatenoplossing en het recht op terugkeer van de Palestijnse vluchtelingen. Hij stak zijn kritiek op de afscheidingsbarrière niet onder stoelen of banken en riep op tot geweldloos verzet tegen de Israëlische aanwezigheid in de Gazastrook, de Westelijke Jordaanoever, inclusief Oost-Jeruzalem. In 2000 schreef hij: "Om een situatie te bereiken van stabiele vrede, zou elk van Jeruzalems kinderen, Israëliërs en Palestijnen; joden, christenen en moslims zich thuis moeten voelen in de stad, dit betekent dezelfde vrijheid moeten kunnen genieten en voor hen moeten dezelfde rechten en plichten gelden. Niemand mag zich gast of vreemdeling in eigen stad voelen." Gezien het pluralistische karakter en het interreligieuze belang van de stad drong hij samen met andere Patriarchen in een Memorandum aan op een speciale status voor de stad. Vanwege het universele betekenis van Jeruzalem zou de internationale gemeenschap zich op een speciale wijze moeten verbinden met de stabiliteit en de blijvendheid van haar speciale status. "Jeruzalem is te kostbaar om alleen afhankelijk te zijn van gemeentelijke of nationale autoriteiten, wie zij ook mogen zijn", zo stond er in het Memorandum. Sabbah was er diep van overtuigd dat de toekomst van het Heilige Land en Jeruzalem gebaseerd moest zijn "op de geestelijke vernieuwing van alle godsdiensten".

## Geweldloos verzet
In een interview in februari 2002 maakte Sabbah er geen geheim van dat hij met zijn oproepen tot geweldloos verzet (“Kom naar de checkpoints en maak er plaatsen van gebed van!”) niet veel vrienden maakte. De Israëlische regering was boos omdat de patriarch de Israëlische 'bezetting' van de Westelijke Jordaanoever en de belegering van de Gazastrook telkens een schending van het internationaal recht noemde. Fundamentalistische moslims waren boos, omdat de patriarch het gewelddadige verzet afkeurde en omdat hij met vooraanstaande Israëlische rabbijnen in juli 2002 een dialoog voor de vrede uitprobeerde. Ook in zijn eigen achterban van ongeveer 100.000 katholieken in Israël, Jordanië en Cyprus waren er die het gevoel hadden dat hij in Rome niet genoeg druk uitoefende om tot krachtiger veroordelingen van de Israëlische 'bezetting' door het Vaticaan te komen. Hierop reagerend zei hij: "Tussen de bombardementen, het gooien van stenen, afgebroken huizen en haat, spreekt de Kerk van vergeving en verzoening, een taal die moeilijk is voor iedereen",

## Verdediger van de eenheid van het Patriarchaat
Het Latijnse patriarchaat van Jeruzalem overleefde in 2003 een poging om de rooms-katholieken in Israël af te splitsen van het patriarchaat en ze rechtstreeks onder het gezag van het Vaticaan te laten vallen. Daarmee zou de eenheid van het Latijns patriarchaat over het hele Heilig Land opgebroken zijn. Het voorstel werd door Palestijnse katholieken gezien als een ondermijning van het gezag van patriarch Michel Sabbah en als een product van een anti-Palestijnse lobby in de RK Kerk. Het voorstel om het patriarchaat te splitsen in een Arabisch en een Hebreeuws deel had volgens het dagblad Trouw destijds de steun van drie partijen. Ten eerste van een deel van de leden van het zogenaamde Werk van Sint Jacobus, een groep in Israël woonachtige katholieken die de dialoog met het jodendom nastreeft en zich daarbij zodanig identificeert met de staat Israël dat ze zich wensen af te splitsen van het 'Palestijnse' patriarchaat en in hun verlangen naar afsplitsing werden gesteund door kringen binnen de Franse RK Kerk. (De pro-Israël lobby binnen de RK Kerk is in de Franse kerkprovincie altijd sterk geweest).
De tweede groepering die een afsplitsing steunde, was een stroming binnen het Vaticaan die vindt dat de katholieke immigranten en gastarbeiders in Israël - bijvoorbeeld Filippino's - recht hebben op een eigen kerk. De derde partij was de Israëlische regering. Deze zei ook te vinden dat voor de Arabische katholieken in de staat Israël een eigen Israëlische kerkprovincie nodig was. Ze zag hier ook een kans door de verdeling van zijn kerkprovincie de invloed van patriarch Sabbah en van de Palestijnse christenen in de RK Kerk te beperken tot de West Bank.

## Universele visie op het Land
Sabbah trad af als patriarch op 19 maart 2008, na het bereiken van de leeftijd van 75 jaar, de pensioengerechtigde leeftijd voor een bisschop. In zijn boek Land van mensen. Christenen, joden en moslims tussen confrontatie en dialoog, schrijft Gied ten Berge dat Sabbah in zijn pastorale brieven, zo ook in zijn afscheidsbrief aan zijn diocees, steeds blijk gaf van “een integrale, universele visie op het Land, maar hij houdt zich verre van iedere vorm van integralisme”. Sabbah’s visie op het Land zou verwant zijn aan die van de Anglicaanse Palestijnse Anglicaanse geestelijke Naim Ateek. “Het Heilige Land is een land met een universele roeping. God wilde het zo, sinds hij zichzelf hier niet alleen aan één volk wilde manifesteren, maar aan heel de mensheid. Vandaag nog behoort dit land aan al zijn inwoners, maar ook aan de hele mensheid. Dit geldt op het politieke niveau voor de twee volken die er leven, Israëli en Palestijnen, en voor alle gelovigen, joden, christenen, moslims en druzen,” aldus Sabbah. Hij vond dat iedere staat de gelijke burgerrechten van alle in het land levende religieuze en etnische groepen hoort te garanderen, ook als men ertoe zou overgaan twee staten te stichten, waarmee hij nog eens te kennen gaf ook aartsbisschop van Israël te zijn.

## Het belang van de Kerk
Andere thema's die Sabbah als scheidend bisschop van Jeruzalem in relatie tot het Land aansneed: de speciale dienst van de Kerk van Jeruzalem aan de Wereldkerk, de voogdij over de heilige plaatsen die hij als een van de belangrijkste oorzaken van het conflict aanmerkt, de bijzondere rol van religieuzen, kloosters, Bijbelinstituten, enzovoort in het Land, de beschermrol van de Orde van het Heilig Graf, opgericht in 1099 en die in deze tijd zorg dragen voor het materiële voortbestaan van de Kerk van Jeruzalem, in het bijzonder het onderhoud van de kerken en heilige plaatsen en ook de kerkelijke sociale en culturele voorzieningen voor de christelijke minderheid. Daarbij komen zijn ongerustheid over de groeiende kwetsbaarheid van de kerk vanwege de doorgaande emigratie van Palestijnse christenen en ten slotte het bijzondere, mondiale belang dat hij hecht aan een meervoudige dialoog van joden, christenen en moslims over het Land, waar de christenen niet in kunnen worden gemist.

## Het Kairos document
Michel Sabbah werd na zijn emeritaat Grand Prior van de Orde van het Heilig Graf van Jeruzalem. Hij deed eind 2009 opnieuw van zich spreken toen hij samen met andere vooraanstaande christelijke leiders tijdens een internationale conferentie in Dar Annadwa in Bethlehem het Kairosdocument “Het Uur van de Waarheid” lanceerde. Onder de auteurs van dit document waarin Palestijnse christenen gezamenlijk de 'bezetting' en de gevolgen daarvan voor Palestijnse christenen aanklagen, bevinden zich Munib Younan bisschop van de Evangelisch-Lutherse Kerk in Jordanië en het Heilige Land, de Oosters-Orthodoxe aartsbisschop Attalah Hanna, de Evangelisch-Lutherse theoloog dr. Mitri Raheb, de Anglicaanse priester dr. Naim Ateek en de Rooms-Katholieke priester en hoogleraar dr. Jamal Khader. De coördinator en woordvoerder van Kairos Palestina, die ook in Nederland een afdeling heeft, is Rifat Odeh Kassis.

## Opvolger
Michel Sabbah werd in juli 2005 opgevolgd door zijn coadjutor de Jordaniër Fouad Twal, toen bisschop van Tunis. Deze wees in 2008 de uitnodiging van Israël af om het 60-jarig bestaan van de staat mee te vieren.